# Saint Ilpide
Ilpide est un saint chrétien vénéré tant par l'Église catholique qu'orthodoxe. Contemporain de saint Privat (sans doute au IIIe siècle) et lui aussi originaire du Gévaudan. Il serait mort martyr vers 257.

## Biographie
La légende veut qu'Ilpide était un païen converti au christianisme. Il semble avoir toujours voué un culte aux reliques des saints, principalement les martyrs des persécutions de Galien et Valérien. L'histoire retient que c'est lui qui aurait enseveli le corps de saint Julien, ainsi que celui de saint Privat.
Ilpide vivait, à la fin de sa vie, en ermite dans les Gorges de l'Allier. Il fut découvert par des païens qui voulaient le faire renoncer à sa nouvelle religion. Ce dernier refusant, il fut alors tué.

## Ses reliques
Il fut enterré à Brioude, et reconnu en 1809 et 1828, permettant, en 1855 de les transférer en l'église Saint-Julien-de-Brioude.

## Les lieux associés
- Saint-Ilpize (Haute-Loire)
- à Mende une chapelle portait son nom, et depuis plusieurs bâtiments portent ce nom.

## Sources et références
1. ↑  (fr) diocèse de Mende